# لبيب السباعي
لبيب صلاح السباعى (1945 - 2012) كاتب صحفي مصري راحل. شغل منصب رئيس مجلس إدارة مؤسسة الأهرام وأمين عام المجلس الأعلي للصحافة واختير عام 2011 ضمن المجلس الاستشاري المصري. وهو صاحب العمود الشهير «كلمات جريئة» بالأهرام اليومي  ويعد هو أول رئيس رئيس مجلس إدارة للأهرام بعد ثورة 25 يناير وهو أول صحفي يقدم اعتذار للشباب عقب الثورة عن تغطية وسائل الإعلام الحكومية لأحداثها، مؤكدا أن الأهرام هي ضمير هذا الوطن وهذا الشعب في المجال الإعلامي.

## حياته
ولد لبيب السباعي في أكتوبر عام 1945 بالقاهرة. هو نجل الراحل “صلاح السباعي” مدير تحرير وكالة أنباء الشرق الأوسط، حصل علي ليسانس من قسم الصحافة بكلية الآداب في جامعة القاهرة عام 1967م، 

عمل “السباعي” فور تخرجه صحفياً بجريدة “الأهرام” حيث تخصص في الجانب الأكبر من عمره الصحفي بمجال التعليم وكان المشرف على صفحة “شباب وتعليم” بالجريدة، كما ترأس مجلة الشباب التي تصدر عن مؤسسة الأهرام، وشغل أيضا منصب نائب رئيس تحرير صحيفة الأهرام.

## المناصب
- عمل كمسئول عن تحرير شئون التعليم والشباب بجريدة الأهرام منذ عام 1970.[3]
- مديرا تحرير الأهرام امن عام 1990 حتى عام 2005.[3]
- امين عام مجلس امناء جامعة الاهرام الكندية.
- لشارك في العديد من المؤتمرات المعنية بقضايا التعليم في مختلف الدول العربية والأوربية وكندا.
- شغل منصب رئيس تحرير مجلة الشباب.[3]
- تولى مهام رئاسة مجلس الإدارة لمؤسسة الأهرام الصحفية في الأول من أبريل لعام 2011 حتي تقاعده في 3 نوفمبر 2011[3][4]
- تم اختياره ضمن التشكيل الجديد للمجلس الأعلى للصحافة حيث أصبح أميناً عاماً للمجلس (حتى وفاته).
- تم اختياره عام 2011 ليكون أحد أعضاء المجلس الاستشاري خلال فترة تولى المجلس العسكري لسلطة البلاد. الا انه قدم استقالته هو وآخرين احتجاجا علي أحداث مجلس الوزراء.[5]

## مساهماته
من تلك المعارك التي خاضها السباعي، بنجاح من خلال مقالاته على مدى شهور طويلة، منع بيع أرض ملاصقة لجامعة القاهرة، تابعة لوزارة الاستثمار، بعدما استجاب له محمود محيى الدين، وزير الإستثمار السابق في عهد مبارك، وتم إلغاء البيع، وضمت الأرض إلى الجامعة العريقة.
كما يعد صاحب مبادرة إنشاء جامعة زويل للعلوم والتكنولوجيا لتكون قاعدة للبحث العلمي في مصر 

## الجوائز
حصل على جائزة التميز الصحفي خلال حفل توزيع جوائز الدكتورة “نوال عمر” لرواد التميز الصحفي والإعلامي.

## وفاته
توفى يوم الأربعاء 25 من يناير 2012 في في الذكري الأولى للثورة عن عمر يناهز 65 عاما بعد صراع قصير مع المرض. كان السباعى قد تعرض لازمة صحية منذ أسبوعين دخل على إثرها المستشفي والتي توفى بداخلها.